# Tristria angolensis
Tristria angolensis är en insektsart som beskrevs av Bolívar, I. 1890. Tristria angolensis ingår i släktet Tristria och familjen gräshoppor. Inga underarter finns listade i Catalogue of Life.